# Becadell gros
El becadell gros o cegall a les Balears (Gallinago media) és una espècie d'ocell de la família dels escolopàcids (Scolopacidae) que ocasionalment es pot observat als Països Catalans. Amb una llargària de 27 – 29 cm, una envergadura de 42 – 46 cm i un pes de 150 – 260 grams és el major dels becadells europeus. Té el ventre llistat amb files de taques blanques sobre les cobertores alars. Rectrius externes blanques, visibles en vol. Viu en aiguamolls, praderies i matollars humits. D'hàbits migratoris crien des d'Escandinàvia, cap a l'est, a través del nord de Rússia fins a l'oest de Sibèria i cap al sud fins al Bàltic, Rússia, Ucraïna i el Massís de l'Altai. Passen l'hivern a l'Àfrica subsahariana.